# Forchheimer Annafest

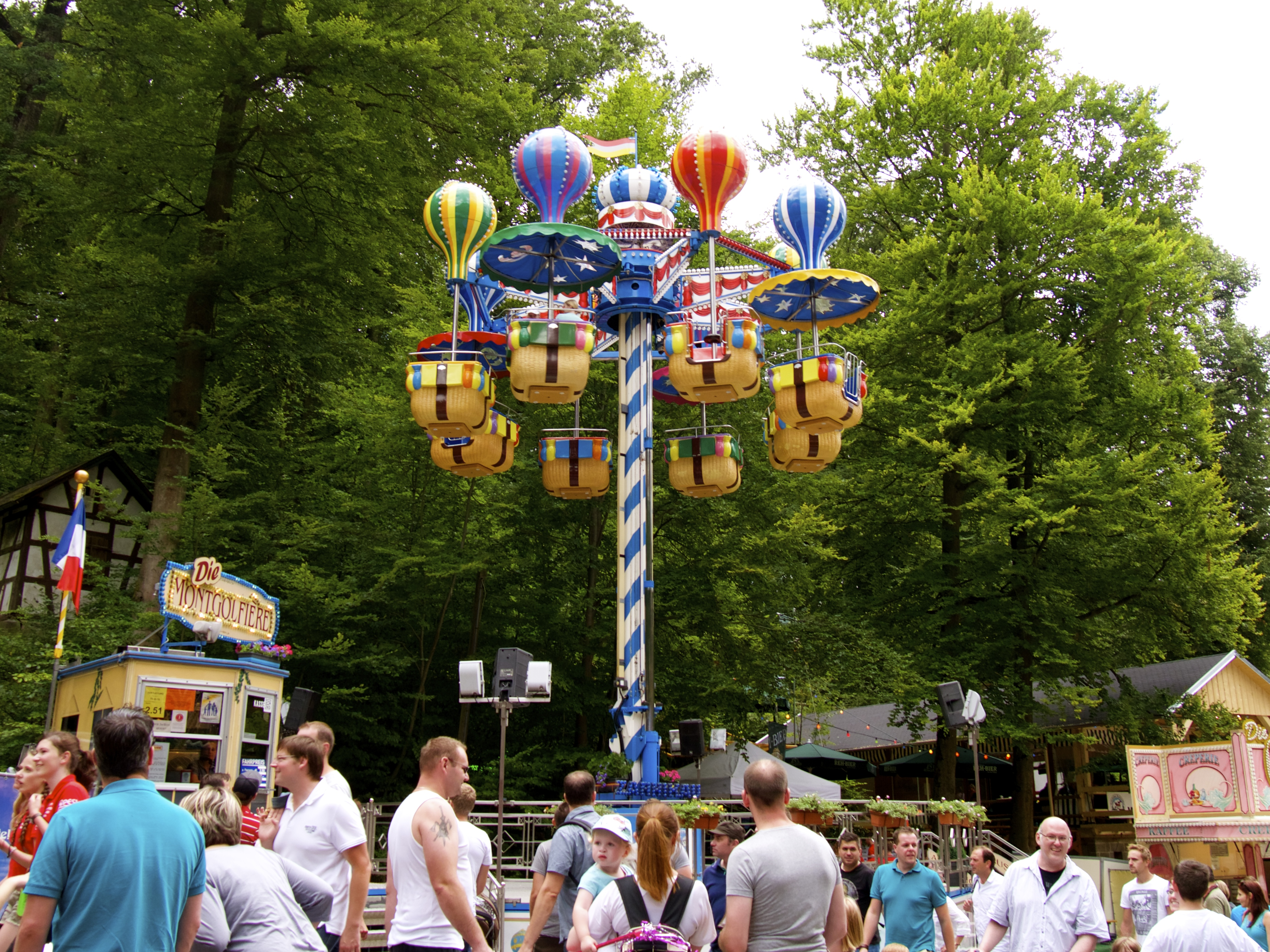
Fahrgeschäft auf dem Annafest 2015

Das Forchheimer Annafest findet alljährlich um den Gedenktag der heiligen Anna am 26. Juli am Kellerberg der oberfränkischen Stadt Forchheim statt. Während des Festbetriebes zählt das Annafest bis zu 500.000 Besucher. 2014 wurde das Fest um einen auf elf Tage verlängert. Es beginnt seitdem am Freitag vor dem bzw. am 26. Juli und endet am zweiten Montag danach. Am Donnerstag vor der offiziellen Eröffnung gibt es das traditionelle Schlachtschüsselessen und eine Bierprobe des Annafestbieres.

## Geschichte
1516 wurde in dem kleinen Ort Unterweilersbach nahe Forchheim der heiligen Anna eine Kapelle geweiht. Dorthin unternahmen die Forchheimer eine kleine Wallfahrt. Auf dem Rückweg machten die Pilger Rast im Forchheimer Kellerwald, um sich bei den dortigen 23 Bierkellern mit dem gelagerten Bier zu stärken. Die daheim gebliebenen Angehörigen der Pilger zogen ihnen entgegen und brachten Essen mit. Das Bier wurde direkt aus den Lagerkellern heraus ausgeschenkt.
Als der Forchheimer Schützenverein 1840 sein Hauptschießen vom Schießanger an der Regnitz in den Kellerwald verlegte, entstand das Annafest.
Im Jahr 2015 hatte das Fest sein 175. Jubiläum mit einem großen Festumzug am ersten Festsonntag, der auf den Festtag der heiligen Anna fiel.

## Daten
- 2018: 20. – 30. Juli
- 2019: 26. Juli – 5. August
- 2020: 24. Juli – 3. August (entfallen wegen der COVID-19-Pandemie)
- 2021: 23. Juli – 2. August (entfallen wegen der COVID-19-Pandemie)
- 2022: 22. Juli – 1. August
- 2023: 21. – 31. Juli
- 2024: 25. Juli – 5. August

## Das Bier und die Keller
Auf dem Forchheimer Annafest wird auf 23 Kellern Bier ausgeschenkt, die aufgrund der Lage am Hang des Kellerbergs in „obere“ und „untere“ Keller geteilt sind.
Die 13 unteren Keller und ihre Biere sind:
Schindlerkeller (Brauerei Greif), Greif-Keller (Brauerei Greif), Schäffbräu Keller* (Schanzenbräu), Hebendanz-Keller (Brauerei Hebendanz), Mahrs-Bräu-Keller* (ehemals Kronen-Keller, Mahrsbräu), Fritz-Schneider-Keller* (Brauerei Simon), Winterbauer-Keller (Brauerei Först), Brauerei Hofmann (St.-Georgen-Bräu), Schaufel-Keller, Kaiser-Keller* (Veldensteiner Kaiser-Bräu), Brauwastl-Keller* (Brauwastl), Nürnberger-Tor-Keller* (Brauerei Nikl), Fäßla-Keller* (Veldensteiner Kaiser-Bräu).
Die 10 oberen Keller sind:
Schlößla-Keller (Brauerei Hebendanz), Glocken-Keller (Brauerei Rittmayer), Stäffala-Keller (Veldensteiner Kaiser-Bräu), Eichhorn-Keller (Eichhorn), Weiß-Tauben-Keller* (Täubla), Hoffmanns Keller (Brauerei Greif), Schwanen-Keller* (Zirndorfer Landbier), Neder-Keller (Neder-Brauerei), Schützenkeller (alle Forchheimer Biere), Blümleins-Keller* (Eichhorn).
Die mit * gekennzeichneten Bierkeller haben nur während des Annafests geöffnet. Die anderen in der Sommersaison (in der Regel vom 1. Mai bis Ende September), einige wenige sind auch im Winter geöffnet.
Die ortsansässigen Brauereien Hebendanz, Greif, Eichhorn und Neder brauen speziell zu diesem Fest ein Starkbier, das Annafestbier, das bereits mehrere Wochen vor Festbeginn in den Bierkellern im Kellerwald gelagert wird. Erstmals im Jahr 2011 braute auch die im nahen Hallerndorf ansässige Brauerei Rittmayer ein spezielles Annafestbier, das auf dem Weiß-Tauben-Keller zum Ausschank kam.

## Volksfest
Rund 80 Schausteller bieten Fahrgeschäfte (z. B. Riesenrad), Glücksbuden, Unterhaltung, Süßwaren oder Speisen an. Die großen Fahrgeschäfte befinden sich auf der untersten Ebene, noch vor dem eigentlichen Kellerwald. Auf dem Weg zu den unteren Kellern stehen erste Buden der Schausteller. Zwischen den Unteren und Oberen Kellern sind traditionell Autoscooter und das Riesenrad platziert, bevor weitere Buden den Weg zu den Oberen Kellern säumen. Die letzten Schaustellerbuden befinden sich am Ende des Annafests.
Dazwischen befinden sich Toilettenhäuschen, Stationen von BRK und ASB, Geldautomaten und Sicherheitskräfte.
Damit Familien mit Kindern ein vergünstigtes Angebot nutzen können, ist am Dienstag und am Donnerstag Familientag. Viele Fahrgeschäfte und Buden bieten ihre Leistungen zu reduzierten Preisen an.
Am Mittwoch ist der sogenannte Firmentag. Die meisten Geschäfte Forchheims schließen um 12:00 Uhr und die Beschäftigten gehen gemeinsam aufs Annafest.
Die Keller öffnen täglich ab 10:00 Uhr, Festbetrieb ist ab 13:00 Uhr mit dem Öffnen die Fahrgeschäfte, musikalische Unterhaltung gibt es sonntags ab 11:00 Uhr, werktags ab 18:00 Uhr.

## Merchandising
Jedes Jahr erscheint ein offizielles Annafest-T-Shirt mit einem jährlich wechselnden Motiv. Dies wird 14 Tage vor der offiziellen Eröffnung vorgestellt und der Öffentlichkeit präsentiert und ist ab 11 Tagen vor dem Fest käuflich zu erwerben.
Die Stadt Forchheim gibt jährlich einen Bierkrug mit einem besonderen Motiv zum Annafest in einer extrem limitierten Auflage von 200 Stück heraus. Er ist vor allem für Sammler gedacht.
Zum 175. Annafest erschien ein Buch mit Informationen, der Historie und vielen Fotos rund ums Annafest.